# Ijuí (gemeente)
Ijuí is een gemeente in de Braziliaanse deelstaat Rio Grande do Sul. De gemeente telt 79.719 inwoners (schatting 2009).

## Geboren
- Carlos Caetano Bledorn Verri, "Dunga" (1963), voetballer en voetbalcoach
- Felipe Mattioni Rohde (1986), voetballer